# Allan Redo
Allan Redo är ett svenskt barnprogram som sändes i fem avsnitt på TV2 med start 1978. Tittaren får följa privatdetektiven Allan Redo som spelas av Jonas Uddenmyr. Allan Redo hade hjälp av sin hund, som hette just "Hund". Övriga skådespelare var bland andra Kim Anderzon och Thomas Oredsson, bägge liksom Uddenmyr medlemmar av Pistolteatern.
Allan Redo rörde sig i tecknade miljöer och hans "catch phrase" var "Ryck ut! Slå till! Avslöja"
När serien sändes i TV2 1978 visades 8 avsnitt:
- Del 1 1978-10-21: Mysteriet med plommonkärnan
- Del 2 1978-10-28: Mysteriet med den försvunna snön
- Del 3 1978-11-04: Mysteriet med det hemliga tecknet
- Del 4 1978-11-11: Mysteriet med ljudet som försvann
- Del 5 1978-11-18: Mysteriet med den Maskerade Damen
- Del 6 1978-11-25: Mysteriet med den tomma kastrullen
- Del 7 1978-12-02: Mysteriet med det fasansfulla hotet
- Del 8 1978-12-09: Mysteriet med giftmördarna

Serien har visats i repris 1982, 1983, 1987 och 1988. Dock har man inte visat samtliga avsnitt, utan endast fem, av okänd anledning.